# Nemestrinus oldroydi
Nemestrinus oldroydi är en tvåvingeart som beskrevs av Jozsef Majer 1980. Nemestrinus oldroydi ingår i släktet Nemestrinus och familjen Nemestrinidae.
Artens utbredningsområde är Mongoliet. Inga underarter finns listade i Catalogue of Life.